# Волотовская подпольная организация
Волотовская подпольная организация — антифашистская организация, действовавшая в годы Великой Отечественной войны в посёлке Волот и Волотовском районе.

## История организации
В июле 1941 года началась организация подпольной работы в Ленинградской области. Залучский райком партии назначил молодого коммуниста Павла Афанасьевича Васькина руководителем подполья. Но двадцативосьмилетний бухгалтер финансового отдела райисполкома не имел никакого конспиративного опыта и не успел пройти специальную подготовку. Местом расположения был избран посёлок Волот, через который проходили важные шоссейные дороги и железнодорожная линия Старая Русса — Дно, которая связывала части 16-й армии вермахта с тыловыми частями.

Васькин занял должность бухгалтера сельпо в деревне Славитино. Ему были переданы списки людей, которые могли быть использованы в подрывной работе. К середине августа 1941 года Волотовская подпольная организация состояла из семи групп в Должинском, Селецком, Дерглецком, Учновском, Старовском, Славитинском и Реченском сельсоветах. Первоначально в состав организации входили 26 учителей, служащих, колхозников. Позднее в состав подполья вошли все сельсоветы Волотовского и часть Дновского районов, а численность выросла до сорока активных подпольщиков. В совет вошли руководитель подполья Павел Афанасьевич Васькин, заведующий Должинской начальной школой Александр Иванович Иванов, председатель Верёхновского сельского совета Михаил Тимофеевич Тихов, учительница Татьяна Фёдоровна Ефремова, рабочий Александр Иванович Немков. Волотовская организация стала одной из разветвлённых по территории, значительной по численности и действенной по результатам в Ленинградской области. 

В августе 1941 года Васькин установил связь со штабом Второй партизанской бригады, её командиром Николаем Григорьевичем Васильевым и комиссаром Сергеем Алексеевичем Орловым.

## Руководитель
Павел Афанасьевич Васькин родился в 1913 году в селе Борок Шиловского района Рязанской губернии. Рано лишился родителей, которые умерли от сыпного тифа. В восемь лет попал в старорусский детский дом. Закончил рабфак. Работал учителем в начальной школе Поддорского района. Вступил в комсомол и участвовал в организации колхоза, позднее работал в нём счетоводом. Сменил ряд должностей: пропагандист райкома комсомола, инспектор райсберкассы в Сольцах, бухгалтер райфинотдела в Залучье. 

На следующий день после начала войны Васькин отправился в военкомат, где его направили в райком партии и предложили возглавить подполье. С легендой «морально разложившегося» и исключённого из партии он прибыл в Волотовский район, где стал работать сапожником.
После разгрома Васькин отправился в деревню Горки Дедовичского района для организации хлебного обоза для Ленинграда. На деревню напали каратели, и во время боя Васькин и ещё несколько партизан погибли. П. А. Васькин, М. Г. Воробьёв, И. И. Смирнов были захоронены в одной могиле в деревни Сосницы. На похоронах присутствовали пришедшие из леса партизаны местного отряда во главе с Иваном Егоровичем Егоровым. Они салютовали залпом из винтовок и автоматов. После войны останки подпольщиков были перезахоронены в Дедовичах.

## Деятельность
Одним из основных направлений деятельности организации стал сбор информации и разведывательных данных, которые потом переправлялись в штаб бригады. Сбор происходил на большой территории от Старой Руссы до Порхова и Дно, от Сольцов и Шимска до границ Партизанского края. Собранная информация сыграла большую роль в окружении под Демянском шести немецких дивизий и наступлении на Старую Руссу бойцами Северо-Западного фронта.

1. В центре посёлка Волот расположен штаб армии Старорусского направления. Штаб помещается около здания 2-этажной средней школы в небольшом 2-этажном доме частного владельца по направлению от школы к станции. 
Немцев в Волоте имеется более 500 (пятьсот) человек, расположенных по всему Волоту в частных домах. Кроме того, более 100 (ста) машин разбросано по всему Волоту около построек. 

2. В новом здании недостроенного льнозавода при центре Волота расположен склад орудий и боеприпасов. В этом же здании во дворе имеются автомашины. количество не установлено, но всё же более 15 (пятнадцати)… — Из разведывательного донесения руководителя Волотовской подпольной организации П.А. Васькина командованию 2-й партизанской бригады
Кроме разведывательной, члены организации вели активную агитационную работу. За декабрь 1941 — начало 1942 года было распространено свыше 300 экземпляров доклада И. Сталина «О годовщине Октябрьской революции», «Как немцы вербуют военнопленных красноармейцев в шпионы», «Разгром немцев под Москвой» и более 2000 экземпляров других агитационных материалов. 

Также группа организовывала побеги военнопленных. В округе было два крупных лагеря — под Старой Руссой и у деревни Чураково, около посёлка Волот. Опасаясь внедрения агентов, партизаны неохотно принимали бежавших из плена. Но в сентябре 1941 года командир и комиссар Второй бригады сформировали в её составе два отряда «Боевой» и «Храбрый», из окруженцев и бежавших из плена. Члены Волотовского подполья смогли переправить туда две группы выздоровевших после ранения красноармейцев. 

Проводились также и диверсионные акции на линиях связи.

## Раскрытие
Активность организации привела к усилению разыскной деятельности немецкой полиции. В ходе наблюдения были установлены постоянные контакты П. А. Васькина с членами Долженской группы А. И. Немковым и учительницей Н. П. Васильевой. Позднее установлены связи с А. И. Ивановым, Т. Ф. Ефремовой, В. Ф. Еремеевым. Никаких доказательств подрывной работы не было найдено, но ряд подпольщиков был арестован. 

…Староста, когда узнал, что я и полицейские приехали арестовывать Немкова по распоряжению Мановского рассказал мне, что из-за Немкова у него много беспокойства и что, откровенно говоря, он боится Немкова А., так как последний имеет связь с партизанами. Ночью к Немкову ходят партизаны— Из показаний обвиняемого Молоткова Д.И. об арестах и казни членов подпольной организации
.
30 января 1942 года начальником волотовской полиции Дмитрием Молотковым и двумя полицаями были расстреляны Александр Иванович Немков, член Окроевской группы Михаил Алексеевич Алексеев и бежавший из лагеря красноармеец, не назвавший имени. 

В посёлке и его окрестностях продолжились аресты. Для этого был вызван карательный отряд обер-лейтенанта Шпицкого (позднее, 22 февраля 1942 года, он был разгромлен партизанами близ деревни Тюриково, а сам обер-лейтенант был убит). В Волот было доставлено около 40 человек, которые какими-то неосторожными словами или поступками обратили на себя внимание. Среди них оказалось 16 подпольщиков. После трёх дней допросов за руинами Волотовской МТС были расстреляны 26 человек. Остальные арестованные были отправлены в концлагерь, судьба их неизвестна. 

В этот же день арестовали и привезли на ст. Волот учителя Иванова. Иванова допрашивали в течение 5-6 дней, и всё это время производились аресты советских граждан.…
В моём присутствии Иванов показал, что его сестра Надежда также состояла в их организации и ходила по деревням собирать шпионские сведения. Иванов показал, что главным руководителем их подпольной организации был Васин или Васькин, который имел связь с партизанами. Иванов также заявил, что Васькин имел связь с Немковым и бывал в деревне Должино. Всего по показаниям Иванова немецкие каратели арестовали около 40 человек…— Из показаний обвиняемого Молоткова Д.И. об арестах и казни членов подпольной организации
 Вскоре при помощи правокатора была разгромлена и Окроевская группа. В числе одиннадцати расстрелянных оказались её участники Василий Васильевич Васильев, Иван Васильевич Васильев, Фёдор Иванович Герасимов, Матвей Васильевич Земченков, Иван Иванович Гаврилов, Савелий Осипович Осипов, Василий Фёдорович Фёдоров, Серафим Степанович Яковлев. 

Несмотря на понесённые потери, подполье продолжало действовать до освобождения района частями Красной Армии в феврале 1944 года. Активно сражались пять групп общей численность более сорока человек. Подпольщики приняли участие в формировании продовольственного обоза голодающим жителям Ленинграда.

## Судьба
- Васькин Павел Афанасьевич (1913 — 22 февраля 1942 погиб в бою с карателями в деревне Горки Дедовичского района) — член ВКП(б). Награждён Орденом Ленина (посмертно)
- Немков Александр Иванович (1918—1942) — беспартийный, расстрелян. Награждён Орденом Ленина (посмертно)
- Ефремова Татьяна Фёдоровна (1923—1942) — член ВЛКСМ, учительница, расстреляна. Награждена Орденом Ленина (посмертно)
- Васильева Нина Павловна (1893—1942) — беспартийная, учительница, расстреляна. Награждена Орденом Отечественной войны I степени (посмертно)
- Васильев Михаил Александрович (1926—1942) — пионер, сын Н. П. Васильевой, расстрелян вместе с матерью. Награждён Орденом Отечественной войны II степени (посмертно).
- Занина Анна Кузьминична (1901—1942) — мать восьми детей, беспартийная, колхозница колхоза «Красный боец», расстреляна. Награждена Орденом Отечественной войны I степени (посмертно).
- Тихов Михаил Тимофеевич (1896—1942) — член ВКП(б), председатель Старского сельсовета, расстрелян. Награждён Орденом Отечественной войны I степени (посмертно).
- Иванова Анна Ивановна (1888—1942)— беспартийная, заведующая Должинским почтовым отделением, сестра А. И. Немкова, расстреляна. Награждена Орденом Отечественной войны II степени (посмертно).
- Козина Надежда Ивановна (1912—1942) — беспартийная, учительница, сестра А. И. Иванова, расстреляна. Награждена Орденом Отечественной войны II степени (посмертно).
- Еремеев Василий Фёдорович (1900—1942)— беспартийный, расстрелян, бухгалтер Славитинского сельпо.
- Иванов Игнатий Иванович (1876—1942) — беспартийный, расстрелян, сторож колхоза «3-й райсъезд».
- Иванов Александр Иванович (1904—1942) — член ВКП(б), заведующий Большегривской начальной школой, расстрелян.

Также 3 февраля 1942 годы были расстреляны подпольщики:
- Калинина Елена Александровна
- Одинцова Анна Семёновна
- Руфкин Иван Руфимович
- Волкова Мария Михайловна

## В литературе
История возникновения организации, её разведывательная деятельность и судьба участников описывается в книге журналиста, участника Великой Отечественной войны Виктора Михайловича Лукина «Подполье возглавил Васькин». Она вышла двумя изданиями в виде художественно-документальной повести.

## Память
- На месте расстрела 26 патриотов в посёлке Волот установлен памятник.
- Именем П. А. Васькина названа одна из улиц посёлка.